# Adolfo Gonzales Chaves (Buenos Aires)
Adolfo Gonzales Chaves is een plaats in het Argentijnse bestuurlijke gebied Adolfo Gonzales Chaves in de provincie Buenos Aires. De plaats telt 9.437 inwoners.